# Vincenzo Modica
Pour les articles homonymes, voir Modica (homonymie).
Vincenzo Massimo Modica (né le 2 mars 1971 à Mistretta) est un coureur de fond italien, spécialiste du marathon.

## Biographie

### Palmarès
| Date | Compétition                            | Lieu              | Résultat | Épreuve     | Performance     |
| ---- | -------------------------------------- | ----------------- | -------- | ----------- | --------------- |
| 1989 | Championnats d'Europe juniors          | Varaždin          | 3e       | 10 000 m    | 29 min 33 s 28  |
| 1990 | Championnats du monde juniors          | Plovdiv           | 7e       | 10 000 m    | 29 min 09 s 06  |
| 1993 | Jeux méditerranéens                    | Narbonne          | 3e       | 10 000 m    | 28 min 55 s 97  |
| 1993 | Universiade                            | Buffalo           | 3e       | 10 000 m    | 28 min 17 s 73  |
| 1995 | Championnats du monde de semi-marathon | Montbéliard       | 12e      | Individuel  | 1 h 02 min 48 s |
| 1995 | Championnats du monde de semi-marathon | Montbéliard       | 3e       | Par équipes | 3 h 08 min 31 s |
| 1996 | Championnats du monde de semi-marathon | Palma de Majorque | 17e      | Individuel  | 1 h 03 min 37 s |
| 1996 | Championnats du monde de semi-marathon | Palma de Majorque | 1er      | Par équipes | 3 h 07 min 42 s |
| 1998 | Championnats d'Europe                  | Budapest          | 3e       | Marathon    | 2 h 12 min 53 s |
| 1999 | Championnats du monde                  | Séville           | 2e       | Marathon    | 2 h 14 min 03 s |

### Records
| Épreuve       | Performance     | Lieu     | Date            |
| ------------- | --------------- | -------- | --------------- |
| 10 000 mètres | 28 min 01 s 65  | Helsinki | 29 juin 1994    |
| Marathon      | 2 h 11 min 39 s | Venise   | 27 octobre 1996 |